# Ходос, Лев Максович
Лев Максович Ходос (18 мая 1962; Пенза, РСФСР, СССР — 25 ноября 2023; Пенза, Россия) — российский архитектор и реставратор. Создатель студии «Архитектурная мастерская Л. М. Ходоса». Заслуженный архитектор Пензенской области.
Много ходил на радиоэфиры, на телевидение, имел критику от различных личностей. По мимо Льва Ходоса критиковали также его мастерскую, в том числе критика прозвучала из уст главы Пензы Николая Михайловича Тактарова.

## Биография
Родился 18 мая 1962 года в Пензе. Во время учёбы в средней школе, Ходос одновременно смог окончить детскую художественную школу и изостудию при художественном училище.
В 1984 году после окончания архитектурного факультета Пензенского инженерно-строительного института, Ходос поступил в институт «Гипромаш», где участвовал в разработке проектов зданий и сооружений различного назначения, к примеру: Волжский завод Тормаш, Самарканский завод холодильников, Винницкое СКТБ ОПК и так далее. Разработал самостоятельные архитектурные решения по элементам городского дизайна и благоустройства.
С 1988 года Ходос руководил архитектурной группой в институте ГПИ-11, где продолжал самостоятельно, а также в составе авторского коллектива разработку проектов жилых, общественных и производственных зданий и их комплексов, это — профилакторий з-да Авиаприбор в Саратове, игольно-планочный завод Красная Маёвка в Костроме, фабрика нетканых материалов в Кубе, в Азербайджане и в других местах.
С 1997 года с должности заместителя по вопросам директора ГПИ-11, перешёл на должность главного инженера в архитектурную мастерскую под названием «Аврор».
С 2000-х годов начинал упорно создавать свою персональную творческую и архитектурную мастерскую, где продолжал долгие годы заниматься своей сферой деятельности, как занятие разработкой, так и архитектурных решений не только в качестве руководителя, но и как непосредственно в качестве автора различных объектов, архитектур и дизайна. Спустя время студия начала называться «Архитектурная мастерская Л. М. Ходоса». По причине данной мастерской и самого Ходоса, стали именитыми и значимыми такие объекты, как интерьеры зданий Правительства и Законодательного Собрания Пензенской области, здания прокуратуры Пензенской области, Первомайского районного суда, торговых центров ЦУМ и Империя, Преображенского мужского монастыря, многоэтажных жилых домов в различных районах Пензы.
В 2008 году Ходос ушёл в занятие вопросами реставраций памятников истории и архитектуры. Благодаря его мастерской и ему самому, появились такие объекты, как Пензенское художественное училище, литературный музей, музеи В. Э. Мейерхольда, В. О. Ключевского, И. Н. Ульянова, дом Стропиных (Володарского, 2), а также дом Бадигина и многих других объектов. Ходос внёс большой вклад в город Пензу и Пензенскую область России.
В 2020 году стало известно из за множества СМИ о том, что Льва Ходоса задержали. Изначально написали, что Ходос был взят под стражу, затем мера пресечения была изменена на домашний арест. В 2023 года суд признал Льва Ходоса виновным. В конце августа 2023 года его адвокат написал ходатайство в суд, позже Ходос был освобождён по причине тяжелой болезни, которая была опасна для жизни виновного, после чего Лев вышел из колонии.
Ушёл из жизни 25 ноября 2023 года в своём родном городе по причине онкологического заболевания.

## Звания и награды
- Заслуженный архитектор Пензенской области.

- Медаль «Святителя Иннокентия епископа Пензенского» III степени.
- Памятный знак «За заслуги в развитии города Пензы».
- Почётная грамота Российского Союза Строителей.
- Почётная грамота Законодательного собрания Пензенской области.

## Издательства
- Тюстин, А. В., Шишкин И. С. Пензенская персоналия. Славу Пензы умножившие. Т. 3 (У-Я), дополнения (А-Т): [биогр. слов.] / Тюстин А. В., Шишкин И. С. — М.: Локус Станди, 2013. — 224 с.: ил. — с. 134—135.
- Администрация города Пензы, стр 134[16] (к 350-летию города Пензы посвящается).